# 冬日奇緣
是一部2014年的美国愛情電影，由阿奇瓦·高斯曼编剧并执导（導演处女作），改编自馬克·赫平的1983年英文同名小说《Winter's Tale》。科林·法雷尔、杰西卡·布朗·芬德利、珍妮佛·康納莉、威廉·赫特、伊娃·瑪莉·聖、羅素·高爾和韋·史密夫主演。

## 剧情
故事背景为1916年和当今的纽约市曼哈顿，主人公是黑帮组织的小偷彼得·雷克。

## 角色
- 科林·法雷尔 飾 Peter Lake

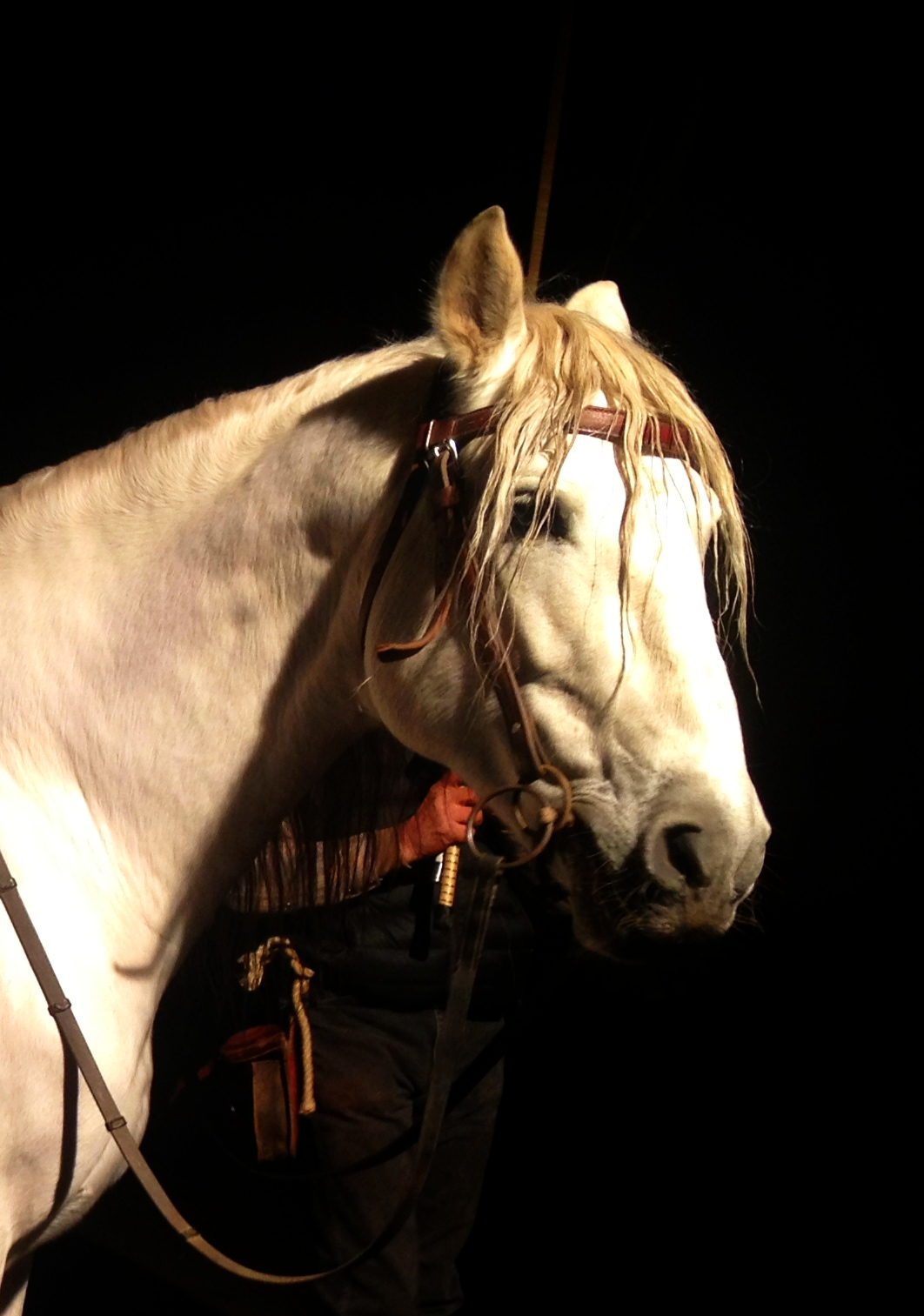
Listo, 扮演 Athansor 的安达卢西亚种马

- 羅素·高爾 飾 Pearly Soames / Demon
- 韋·史密夫 飾 法官 / Lucifer
- 馬修·波莫 飾 Peter的父亲
- 露西·格里菲思（英语：Lucy Griffiths (actress, born 1986)） 飾 Peter的母亲
- 杰西卡·布朗·芬德利 飾 Beverly Penn
- 威廉·赫特 飾 Isaac Penn
- 芬恩·維特羅克 飾 Gabriel[1]
- 凱文·考利甘 飾 Romeo Tan
- 葛蘭姆·葛林（英语：Graham Greene (actor)） 飾 Humpstone John
- 珍妮佛·康納莉 飾 Virginia Gamely
- 伊娃·瑪莉·聖 飾 成年的Willa Penn
- 凱文·杜蘭 飾 Cesar Tan

## 制作
凱萊布·丹斯切爾担任摄影师，漢斯·森瑪负责配乐。2012年10月在纽约市开拍。

## 评价
媒体综评31分，烂番茄新鲜度14%，获得大多负评。代表性评价：“一锅口味不佳的乱炖大餐”，“一方面是令人欣喜的幻想，一方面是令人乏味的陈词滥调，整部影片没有令人铭记的资本”，“仅从叙事层面上而言失误频频，剧情架构的崩塌让影片失去了幽默的资本”，“太过哗众取宠与牵强附会，实难从中看出什么出彩之处”。
被《时代杂志》评为年度十大差片第七名。

## 票房
美国首周末收获779万美元列第七名。次周末收213万列第十，10天累计1122万。